# Luis María Lamas
Luis María Lamas (Montevideo, llavors Banda Oriental, avui Uruguai, 1793 o 1798 - Rosario, Argentina, 1864) va ser un polític uruguaià, President de la República per un breu període l'any 1855.

## Biografia
Va ser integrant de l'Assemblea General Constituent i Legislativa entre novembre de 1828 i juny de 1830, en representació de la ciutat de Montevideo. Cap Polític i de Policia de Montevideo entre agost de 1831 i març de 1835, va ser després partidari de Fructuoso Rivera en revoltar-se aquest contra el president Manuel Oribe el 1836.
Era senador pel departament de Canelones el 1854, quan en produir-se el motí dels "Conservadors" del Partit Colorado, va ser proclamat president per aquests, que controlaven la ciutat de Montevideo, el 29 d'agost de 1855. El seu efímer govern tan sols es va prolongar per dues setmanes, fins al 10 de setembre d'aquell any.
Va tornar després a la seva banca, ocupant altres càrrecs de govern fins a l'any 1860, que va passar a viure a la ciutat argentina de Rosario, la municipalitat de la qual va arribar governar.